# Jean de Saulx

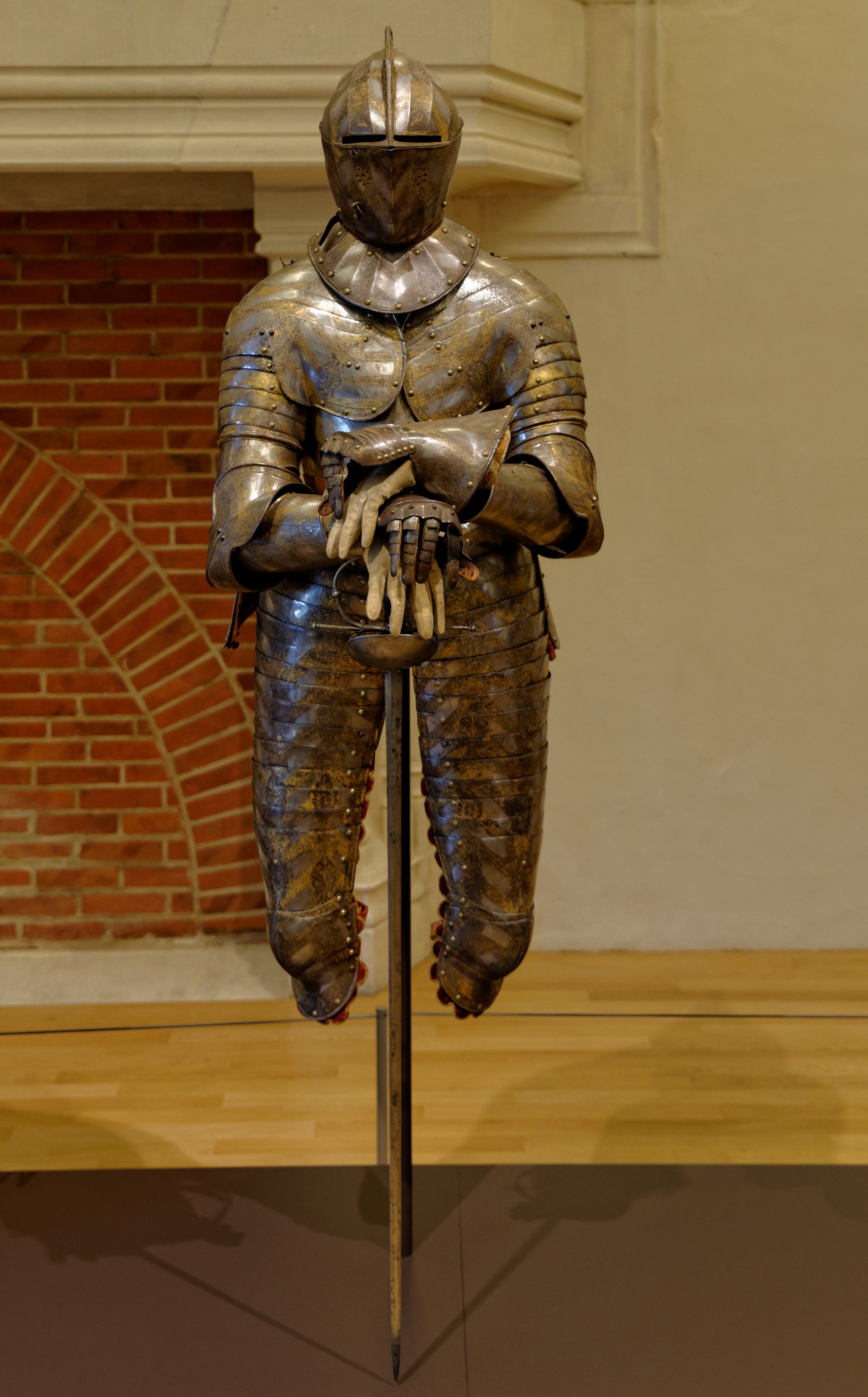
Une armure décorée de bandes ornementées, ciselées et dorées, sur un fond d'acier poli : celle de Jean de Saulx-Tavannes, visible au musée des Beaux-Arts de Dijon.

Jean de Saulx, né en 1555 et mort en 1629, est un militaire français, troisième fils du maréchal de France Gaspard de Saulx. Il est vicomte de Tavannes (commune d'Arc-sur-Tille), baron de Sully et d’Igornay, seigneur de Lugny et vicomte de Ligny, sire du Donjon.

## Biographie
Jean de Saulx accompagne le duc d'Anjou – le futur roi Henri III – au siège de La Rochelle puis le suit en Pologne où il reste après son maître.
De retour en France, il s'y montre déterminé ligueur et Charles de Mayenne le fait gouverneur d'Auxonne en 1577 et lieutenant de la Bourgogne, en remplacement de Léonor Chabot-Charny. Il sert aussi Mayenne (le beau-père de sa deuxième femme, comme expliqué plus bas) en Normandie. Son frère aîné Guillaume de Saulx, partisan d'Henri III et second de Chabot-Charny, rejoint quant à lui Henri IV en 1589.
En 1594, le duc de Mayenne le fait maréchal de France de la Ligue. Il dépose cependant les armes en 1595, à des conditions avantageuses (entre autres la confirmation de son grade de maréchal, qu'il n'obtiendra finalement jamais).
Jean de Saulx teste le 6 octobre 1629 et meurt le même mois.

## Famille
Jean de Saulx épouse le 14 janvier 1579 Catherine Chabot, dame de Mirebel, Lugny et Brancion (petite-fille de l'amiral de Brion, fille de François Chabot de Mirebeau et nièce de Léonor Chabot-Charny, par là cousine germaine d'autre Catherine Chabot femme de Guillaume II de Saulx-Tavannes, le propre frère aîné de Jean : Jean était un catholique enragé comme leur père Gaspard, Guillaume était un catholique modéré rallié à Henri IV).
Sont nés de ce premier mariage :
- Charles de Saulx, baron de Tavannes, bailli du Mâconnais, décédé le 27 juillet 1629, épouse Philiberte de La Tour-Occors, d'où Claire de Saulx, dame de Lugny et de Brancion, † 1701, femme de Charles-François de La Baume de Montrevel[4] ;
- Claude de Saulx, née en 1584 ;
- Éléonore, née en 1585, épouse le 27 juillet 1606, Jacques d’Apchon d’Albon.

Sa première épouse meurt en 1587 et il se remarie le 12 janvier 1595 à Gabrielle des Prez, fille de Melchior des Prez, seigneur de Montpezat, et d'Henriette de Savoie-Villars (la belle-mère de notre Jean, ladite Henriette de Savoie, se remarie à un chef ligueur, le duc de Mayenne, ce qui entraîne Jean de Saulx dans ce parti). Sa seconde épouse meurt en 1653 et est inhumée à ses côtés dans la chapelle du château de Sully.
Il a de son second mariage :
- Henri de Saulx, marquis de Mirebel, vicomte de Sully, de Lugny, conseiller d'Etat, lieutenant général au gouvernement de Bourgogne et bailliage de Dijon, maréchal des camps et armées du Roi, né le 22 mai 1597, mort au château de Sully  le 11 octobre 1653. Épouse le 1er mai 1635 Marguerite Potier de Tresmes et de Gesvres, sans postérité ;
- Jacques de Saulx, baptisé le 1er juin 1600, tué au siège de Montauban en 1621 ;
- Melchior de Saulx, abbé d'Auberive et de Sainte-Marguerite de Bouilland, teste le 26 août 1636 ;
- Lazare-Gaspard de Saulx, chevalier de Malte, tué au siège de Quiers en 1637 ;
- Guillaume-Léonor de Saulx, mort le 26 janvier 1644
- Claude de Saulx, épouse le 13 juillet 1618, Antoine Joubert, comte de Blagnac, seigneur de Barrault, ambassadeur en Espagne, morte en 1663 ;
- Anne de Saulx, première épouse d'André de Grimaldi, comte du Beuil ; morte avant 1630[5].
- Jeanne de Saulx, religieuse de la Trinité à Poitiers.

## Mémoires
Jean rédige les Mémoires de son père Gaspard – mémoires qu'il ne faut pas confondre avec les « Mémoires » de Guillaume de Saulx. Publié dans les années 1650, bien après sa mort, l'ouvrage, intitulé « Mémoires de très-noble et très illustre Gaspard de Saulx, seigneur de Tavanes, mareschal de France, admiral des mers de Levant, gouverneur de Provence, conseiller du Roy, et capitaine de cent hommes d'armes », se compose de deux parties reliées en un volume in-folio, la seconde partie étant les propres mémoires de Jean de Saulx. Imprimé au château de Lugny – où, en 1653 une imprimerie dirigée par le typographe Fourny avait été installée –, l'ouvrage parut sans adresse et sans date et ne fut jamais mis dans le commerce ; en effet, Charles de Neufchaises, neveu du maréchal, responsable de cette édition, ne parvint pas à obtenir de privilège. Ces mémoires couvrent la période comprise entre 1530 et 1573 pour la première partie, entre 1573 à 1596 pour la seconde.

### Source partielle
Marie-Nicolas Bouillet  et Alexis Chassang (dir.), « Jean de Saulx » dans Dictionnaire universel d’histoire et de géographie, 1878 (lire sur Wikisource)